# Splendor (gioco)
Splendor è un gioco da tavolo in stile tedesco ideato da Marc André e pubblicato nel 2014 da Space Cowboys. Il gioco è stato pubblicato in italiano dalla Asterion Press nel 2014.
Nel 2014 è stato tra i giochi nominati del premio Spiel des Jahres.

## Ambientazione
Splendor è un gioco di gestione risorse in cui da 2 a 4 giocatori, ricchi mercanti di pietre preziose del Rinascimento, competono per raccogliere il maggior numero di punti prestigio attraverso il commercio di pietre preziose.b
Ciascun giocatore deve usare le sue risorse per acquisire miniere, mezzi di trasporto e artigiani che gli consentiranno di trasformare le gemme allo stato grezzo in gioielli più preziosi.

## Regole
Scopo del gioco è di accumulare il maggior numero di punti prestigio acquistando carte sviluppo.

### Materiali
- 40 gettoni gemma di colore bianco (diamante), blu (zaffiro), verde (smeraldo), nero (onice), rosso (rubino) e giallo (oro, usate come jolly);
- 90 carte sviluppo, di 3 livelli: 40 di primo livello, 30 di secondo livello e 20 di terzo;
- 10 tessere nobile.

Le carte sviluppo si dividono in tre livelli rappresentanti il costo sempre più alto di acquistarle (quelle di primo livello sono le meno costose, quelle di terzo le più costose). Ogni carta riporta il suo costo di acquisto in gemme (per esempio una carta di primo livello potrebbe costare 4 diamanti, oppure 2 zaffiri e 1 smeraldo), la gemma bonus che concede per futuri acquisti e per ottenere le tessere nobile. Infine può avere o non avere un valore in punti prestigio. I dorsi delle carte sono colorati diversamente in base al loro livello.
Le tessere nobili riportano il numero e tipo di gemme necessarie per ottenerle e il numero di punti prestigio che conferiscono.

### Preparazione
Si formano tre mazzi di carte divisi per livello e si rivelano le prime quattro carte di ogni mazzo, disponendole in tre file e piazzando a lato di ogni fila il mazzo di quel livello coperto.
Si pescano e si piazzano scoperte un numero di tessere nobili pari al numero di giocatori più uno.

### Regole di gioco
A partire dal primo giocatore e girando in senso orario i giocatori si alternano a giocare. Nel proprio turno un giocatore può compiere una e una sola delle seguenti azioni:
- Prendere tre gemme di colore diverso tra loro dalla riserva o prendere due gemme dello stesso colore (purché ne rimangano almeno due di quel colore nella riserva). Se un giocatore ha più di 10 gemme deve scartare gemme rimettendole nella riserva fino a che non ha 10 gemme.
- Riservarsi una carta sviluppo prendendo una delle carte sviluppo scoperte o pescandola da uno dei mazzi. Pesca inoltre un gettone d'oro se ce n'è almeno uno nella riserva. Se ha preso una carta scoperta e il mazzo di quel livello non è esaurito, la rimpiazza rivelando una nuova carta di quel livello. Un giocatore può avere un massimo di 3 carte riservate.
- Acquista una carta sviluppo spendendo le gemme richieste per quella carta e ritornandole alla riserva. Piazza la carta sviluppo scoperta di fronte a sé. D'ora in poi il costo di acquisto di nuove carte sviluppo sarà scontato della gemma indicata sulla carta (se per esempio acquista una carta sviluppo che concede un diamante, il costo di ogni successiva carta sviluppo sarò scontato di un diamante, dopo aver acquistato una seconda carta sviluppo che concede un diamante il costo di ulteriori acquisti sarà scontato di due diamanti).

Se ha accumulato carte sviluppo sufficienti può prendere una delle carte nobili. Per esempio un nobile potrebbe richiedere quattro diamanti e quattro onici, il primo giocatore ad ottenere quattro carte che mostrano un diamante e quattro carte che mostrano un onice potrà prenderlo (questo è in aggiunta alle azioni elencate sopra). 
Appena un giocatore raggiunge 15 punti prestigio, si completa il turno e il giocatore con il maggior numero di punti prestigio è il vincitore. In caso di pareggio vince chi ha acquistato il minor numero di carte sviluppo.

## Premi e riconoscimenti
Il gioco ha vinto i seguenti premi e avuto i seguenti riconoscimenti:
- 2014
  - Spiel des Jahres: Gioco nominato[2];
  - Deutscher Spiele Preis: 10º classificato;
  - Meeples' Choice: vincitore;
  - Tric Trac: Tric Trac de Bronze;
  - Golden Geek Board Game of the Year: vincitore;
  - Golden Geek Best Family Board Game: vincitore;
- 2015 - Nederlandse Spellenprijs: gioco vincitore;